# Ferenc Gyurcsány
Ferenc Gyurcsány (Pápa, 4 de junho de 1961) é um empresário e político húngaro, foi primeiro-ministro da Hungria de 2004 até 2009.
Formou-se pelas faculdades de pedagogia e economia da Universidade de Ciências Janus Pannonius (1979-90). Entre 1984 e 1989, militou na Aliança da Juventude Comunista (KISZ).
Entre 2002 e 2003, foi conselheiro-chefe do primeiro-ministro Péter Medgyessy. De maio de 2003 a agosto de 2004, exerceu o cargo de ministro da Criança, Juventude e Esporte.
Foi eleito primeiro-ministro da Hungria pelo parlamento em 29 de setembro de 2004, e depois também presidente do Partido Socialista Húngaro (MSzP),